# Luzonema cruzi
Luzonema cruzi ist ein im Darm bei Fischen parasitärer Spulwurm und einziger Vertreter der Gattung Luzonema. Während die Systematik von Hodda und das Interim Register of Marine and Nonmarine Genera Art und Gattung als akzeptiert kennzeichnen, wird dies in den Bestimmungsbüchern des Commonwealth Institute of Helminthology als kritisch angesehen, da die Erstbeschreibung nur auf einem Männchen beruht und die zwei Lippen die Gattung eher als Vertreter der Atractidae oder der Seuratoidea jenseits der Unterfamilie Seuratinae zuzuordnen wäre. Die Erstbeschreibung basiert auf einem Nachweis im Darm eines Großkopfschnappers (Lethrinus atlanticus).

## Merkmale
Luzonema ist spindelförmig. Die Mundöffnung wird von zwei kleinen Lippen umgeben. Die Mundhöhle ist rund und mit zwei kleinen Zähnen besetzt. Der kurze Ösophagus ist muskulös und am Ende kolbig aufgetrieben (Bulbus). Die Spicula der Männchen sind gleich, ein Gubernaculum ist vorhanden. Der Schwanz ist spitz und trägt zwei Papillenpaare. Von den sieben Paaren der Kaudalpappillen liegen drei Paare vor der Kloake und vier dahinter.
Das männliche Typexemplar von Luzonema cruzi ist 5,49 mm lang und 0,1 mm dick. Die Mundhöhle ist 33 × 26 µm groß und trägt im oberen Bereich eine Reihe aus sieben Zähnen. Der Ösophagus ist 186 µm lang, der Bulbus hat einen Innendurchmesser von 40 µm. Der Nervenring liegt 111 µm hinter dem Vorderende, eine Ausscheidungspore ließ sich nicht ausmachen. Die Spicula sind 100 µm lang. Die Kloake liegt 119 µm vor dem Hinterende.